# 3600 Archimedes
3600 Archimedes là một tiểu hành tinh vành đai chính, thuộc Rafita family. Nó được phát hiện bởi Lyudmila Vasil'evna Zhuravleva ở 1978. Nó được đặt theo tên Archimedes, nhà khoa học Hy Lạp cổ đại. Archimedes cũng là một  nhà toán học nổi tiếng, là người đã chứng minh tỉ số của chu vi hình tròn với đường kính của nó bằng với tỉ số giữa diện tích hình tròn với bình phương bán kính (ngày nay chúng ta gọi là tỉ số này là π). 